# Relations entre la République centrafricaine et l'Union européenne
Les relations entre la République centrafricaine et l’Union européenne reposent principalement sur le dialogue politique mis en place par l’article 8 de l’accord de Cotonou entre l'Union européenne et les États d'Afrique, Caraïbes et Pacifique (ACP).
Les relations avec la République centrafricaine passent aussi par les relations du l'Union avec la Communauté économique et monétaire de l'Afrique centrale (CEMAC). La délégation de l'Union à Bangui est aussi chargé de représenter l'Union auprès de la CEMAC.

## Intervention
L'Union européenne a déployé EUFOR RCA, composée de 700 hommes, en Centrafrique dans le contexte de la Troisième guerre civile centrafricaine.
Depuis avril 2016, la mission de formation de l'Union européenne en République centrafricaine (EUTM RCA) est déployée en remplacement de la mission de conseil militaire de l'Union européenne en République centrafricaine.

## Sources

## Compléments